# Asmedia flavofasciata
Asmedia flavofasciata é uma espécie de coleóptero da tribo Callichromatini (Cerambycinae), com distribuição restrita apenas na Ilha de Bornéu.

## Sistemática
- Ordem Coleoptera
  - Subordem Polyphaga
    - Infraordem Cucujiformia
      - Superfamília Chrysomeloidea
        - Família Cerambycidae
          - Subfamília Cerambycinae
            - Tribo Callichromatini
              - Gênero Asmedia
                - A. flavofasciata (Abang & Vives, 2004)